# Gott, gib dein Gerichte dem Könige, BWV Anh. 3
Gott, gib dein Gerichte dem Könige, BWV Anh. 3 (Déu, dona el teu poder al rei) és una cantata perduda de Bach per a l'elecció d'un nou Consell municipal de Leipzig, estrenada el mes d'agost de 1730. El text és de Picander, publicat en la tercera sèrie d'escrits diversos Ernst-Scherzhaffte und Satyrische Gedichte (Poemes seriosos, graciosos i satírics), apareguda l'any 1732.